# Isses
Els isses (en singular, issa; somali: ciise) són un clan del gran grup dels dir. Viuen principalment a Djibouti on van donar nom al territori durant el domini francès (Territori Francès dels Àfars i dels Isses) i també al Awdal i oest de Somalilàndia, i a la zona propera a aquesta en territori d'Etiòpia. Com a subclan Dir, els Issa tenen vincles lineals immediats amb els Akisho, Gadabuursi, Surre (Abdalle i Qubeys), Biimaal (a qui també pertanyen els Gaadsen), Bajimal, Bursuk, Madigan Dir i Gurgura, els Garre (el Per ser exactes, el subclan Quranyow afirmen descendència de Dir), els Gurre, els Garire i altres subclans Dir i tenen vincles lineals amb els grups del clan Hawiye (Irir), Hawadle, Ajuran, Degoodi, Gaalje'el, que comparteixen el mateix avantpassat Samale.